# Юнус
Ю́нус (араб. يونس‎), Зун-Ну́н (араб. ذو النون‎ —  Обладатель кита‎) — исламский пророк, посланный к народу Найнава. Упоминается в Коране четырежды. Отождествляется с библейским пророком Ионой.

## Биография

### Проповедь
Пророк Юнус был послан к своему народу, проживавшему в Ниневии для проповеди единобожия. Непокорный народ на протяжении долгих лет отвергал Его, и тогда Он решил покинуть их, пригрозив перед этим суровым наказанием от Всевышнего Аллаха. Тогда Всевышний Аллах приказал Ему, чтобы Он немедленно вернулся обратно и продолжал проповедь среди своего народа на протяжении сорока дней. Пророк Юнус выполнил веление Всевышнего Аллаха и вернулся обратно, но люди по-прежнему не желали слушаться Его. Тогда Юнус, потеряв надежду, на тридцать седьмой день снова покинул Ниневию.

### Покаяние жителей Ниневии
После ухода пророка Юнуса из Ниневии на город надвинулись черные облака. Люди сильно испугались и стали молить Всевышнего Аллаха о пощаде. Поняв, что они несправедливо отвергли Юнуса, они раскаялись и уверовали во Всевышнего Аллаха. Всевышний Аллах простил им их грехи и чёрные облака над городом стали рассеиваться. Согласно Корану, жители Ниневии стали единственным народом, который избежал сурового наказания после произнесённого ими покаяния. Пророк Юнус увидел, что его народ не понёс наказания, но не решился входить в город из-за опасения что его вновь объявят обманщиком. Испугавшись Юнус отправился к реке Тигр, сел на корабль и отплыл к морю.

### Испытание в чреве кита
Когда корабль, на котором находился пророк Юнус, вышел в открытое море, он неожиданно застыл на воде. Попытки команды сдвинуть его с места не увенчались успехом, и тогда они сказали, что на корабле находится беглый раб, который бежал от своего господина. В соответствии с их обычаями для выявления беглого раба необходимо было кинуть жребий, а того, на кого бы он выпал, они должны были выбросить в море для спасения остального экипажа. Пророк Юнус признался им, что именно Он является виновником произошедшего, но Ему не поверили. После того, как жребий трижды пал на Юнуса, Его выбросили в море, и, по повелению Всевышнего Аллаха, Его проглотил проплывавший рядом кит. Находясь в животе кита живым и в полном сознании, Он раскаялся за своё нетерпение, и Всевышний Аллах простил его.
После нескольких дней пребывания в животе кита, обессиленный пророк Юнус, был выброшен на берег моря. Возле него, по повелению Всевышнего Аллаха, выросло тыквенное дерево, которое оберегало его от солнца и насекомых. Восстановив силы через несколько дней, Он, по приказу Всевышнего Аллаха, вновь пошёл к своему народу и продолжил свою пророческую деятельность.

### Возвращение
Согласно преданиям, когда пророк Юнус подошёл к Ниневии, он встретил пастуха, который рассказал ему историю случившуюся после ухода Юнуса и добавил, что спасшиеся жители ждут возвращения пророка Юнуса. Жители города, узнав о возвращении Юнуса, с радостью приняли его, и он стал обучать их религии и правильному поклонению.

## Сура Йунус
Десятая сура Корана названа в честь пророка Юнуса и состоит из 109 аятов. Эта сура была ниспослана в Мекке после суры «Исра». Исключение составляют аяты 40, 94 — 96, которые были ниспосланы в Медине. В 98-м аяте суры говорится о жителях Ниневии, которые после произнесённого ими покаяния были прощены Богом.

 Разве были селения, жители которых уверовали после того, как они узрели наказание, и им помогла вера, кроме народа Йунуса (Ионы)? Когда они уверовали, Мы избавили их от позорных мучений в мирской жизни и дозволили им пользоваться мирскими благами до определенного времени. 
—  10:98 (Кулиев)